# Lindon (Terra Mitjana)
En la ficció de J.R.R. Tolkien, Lindon és la terra al nord-oest de la Terra Mitjana que queda entre les Muntanyes Blaves i el Mar. El golf del riu Lun la divideix en Forlindon (Lindon nord) i Harlindon (Lindon sud).
Lindon és l'únic que queda de l'antic continent de Beleríand que es va enfonsar al final de la Primera Edat. El nom prové d'aleshores: Lindon significa "terra dels cantants", i es donà aquest nom al territori d'Ossíriand quan va ser poblada pels laiquendi.
Després del cataclisme que va suposar l'enfonsament de Beleríand, Lindon veié notablement reduïda la seva extensió original. Molts dels elfs que havien habitat Beleríand van desplaçar-s'hi, sota el lideratge de Guil-galad. Els nóldor es van establir a Forlindon, i els teleri (síndar i laiquendi) a Harlindon. Junts van construir Mithlond (les Rades Grises) al golf, i des d'allí molts elfs navegaren cap a Vàlinor.
Lindon va ser un dels dos regnes dels èldar de la Segona Edat, juntament amb Erègion. Però Erègion fou destruït per Sàuron i Guil-galad va morir al sud al costat d'Eléndil en la darrera aliança d'elfs i homes.
Amb la mort de Guil-galad i l'inici de la Tercera Edat, la majoria dels ñóldor van marxar cap a Vàlinor, i Lindon es despoblà. Era governada pel síndar Círdam el Navilier, que va continuar construint vaixells pels elfs que volien tornar al Regne Benaventurat.